# Kaprijke
Kaprijke este o comună neerlandofonă situată în provincia Flandra de Est, regiunea Flandra din Belgia. La 1 ianuarie 2008 avea o populație totală de 6.171 locuitori. 

## Geografie
Comuna actuală Kaprijke a fost formată în urma unei reorganizări teritoriale în anul 1977, prin înglobarea într-o singură entitate a 2 comune învecinate. Suprafața totală a comunei este de 33,71 km². Comuna este subdivizată în secțiuni, ce corespund aproximativ cu fostele comune de dinainte de 1977. Acestea sunt:
| - I. Kaprijke - II. Lembeke |

Localitățile limitrofe sunt:
- a. Bassevelde (Assenede)
- b. Oosteeklo (Assenede)
- c. Sleidinge (Evergem)
- d. Waarschoot
- e. Eeklo
- f. Sint-Laureins
- g. Sint-Jan-in-Eremo (Sint-Laureins)
- h. Watervliet (Sint-Laureins)